# 新政成
新政成（しんまさなり）は、愛知県海部郡飛島村にある地名。現行行政地名は新政成1丁目から新政成11丁目までと字戌之切・亥之切・未之切がある。

## 地理
飛島村東端部に位置する。東は金岡、東南は木場、北は古政成・竹之郷・飛島新田に接する。西から順に1丁目～11丁目があり、東に字が所在する。

### 河川
- 筏川

## 歴史

### 沿革
- 1934年（昭和9年） - 飛島村政成新田の一部により成立[1]。
- 1959年（昭和34年） - 伊勢湾台風により多数の死者を出す[1]。

## 世帯数と人口
2015年（平成27年）10月1日現在の世帯数と人口は以下の通りである。
| 町丁   | 世帯数  | 人口  |
| ------ | ------- | ----- |
| 新政成 | 140世帯 | 511人 |

### 人口の変遷
国勢調査による人口の推移
| 1995年（平成7年）  | 575人 | [ 6 ] |  |
| 2000年（平成12年） | 543人 | [ 7 ] |  |
| 2005年（平成17年） | 537人 | [ 8 ] |  |
| 2010年（平成22年） | 520人 | [ 9 ] |  |
| 2015年（平成27年） | 511人 | [ 3 ] |  |

## 学区
市立小・中学校に通う場合、学区は以下の通りとなる。また、公立高等学校に通う場合の学区は以下の通りとなる。
| 番・番地等 | 小学校           | 中学校           | 高等学校 |
| ---------- | ---------------- | ---------------- | -------- |
| 全域       | 飛島村立飛島学園 | 飛島村立飛島学園 | 尾張学区 |

## 交通

### 道路
- 国道302号（名古屋環状2号線）
- 愛知県道103号境政成新田蟹江線

## 施設
- 本正寺北緯35度4分11.3秒 東経136度47分25.5秒 / 北緯35.069806度 東経136.790417度
- 木曽川用水新政成排水機場北緯35度4分10.8秒 東経136度47分33秒 / 北緯35.069667度 東経136.79250度
- 新政成神社北緯35度4分8.8秒 東経136度47分50.6秒 / 北緯35.069111度 東経136.797389度
- JU愛知オークション会場北緯35度4分11.1秒 東経136度48分53.8秒 / 北緯35.069750度 東経136.814944度

## その他

### 日本郵便
- 郵便番号 : 490-1443[4]（集配局：弥富郵便局[12]）。